# David Mach (artiste)
Pour les articles homonymes, voir David Mach et Mach.
David Mach, né le 18 mars 1956 à Methil, Écosse, est un sculpteur vivant et travaillant à Londres.

## Biographie
David Mach s'est fait connaître par des sculptures monumentales. La réplique grandeur nature d'un sous-marin Polaris réalisée en pneus fit sensation en 1982, ainsi que d'autres constructions éphémères réalisées au fil des années à partir de surplus industriels, journaux ou matériaux de récupération.
En parallèle à ses réalisations monumentales en pneus ou en journaux, David Mach utilise aussi des matériaux plus délicats tels que les allumettes, les assemblant ainsi en masques humains ou animaliers, ou les cintres, comme le prouvent les impressionnants bustes His n'Hers créés en 1999 et le Spaceman, présenté en 2000 à Paris et à La Haye.
Il est depuis 1998 membre de la Royal Academy of Arts, institution où il est professeur de sculpture de 2000 à 2007.

## Chronologie
- 1974/79 - Études au Duncan of Jordanston College of Art, Dundee, Écosse.
- 1975 - Prix Pat Holmes Memorial.
- 1976/78 - Voyage à l'étranger dans le cadre du Duncan of Drumfork Travelling Scholarship, puis dans le cadre des SED minor and major travelling scholarships.
- 1979/82 - Études au Royal College of Art (RCA), Londres.
- 1982 - Prix de dessin du RCA.
- 1988 - Nomination au Turner Prize, Tate Gallery, Londres.
- 1989/91 - Intervenant au mIl1wC1D
- 1992 - Prix Lord Provost, RGI, Glasgow.
- 1994/97 - Darlington Borough Council, Northern Arts (Royaume-Uni) et Wm Morrison Supermarkets lui commandent une sculpture à grande échelle, intitulée Train, destinée à être installée sur le site de Darlington pour commémorer le premier chemin de fer britannique. C'est, avec 40 m de long, la plus grande sculpture en plein air jamais réalisée en Angleterre[3], qui a été inaugurée le 24 juin 1997. Première exposition personnelle intitulée The Last Detail à la Galerie Jérôme de Noirmont, Paris.
- 1998 - David Mach est sélectionné pour participer au M8 Project, qui consiste en l’installation de sculptures monumentales le long de l’autoroute M8 qui relie Glasgow à Édimbourg, en Écosse. Exposition personnelle au Cincinnati Contemporary Arts Center, USA.
- 1999 - Professeur associé, Département de Sculpture, Edimburg College of Arts. David Mach inaugure ses sculptures monumentales Lanark I, Lanark II et Lanark III le long de l’autoroute M8. Présentation de His n’Hers, deux immenses bustes en cintres à La Haye dans le cadre de la grande exposition Den Haag Sculptuur. Réalise une fresque-collage monumentale de plus de 75 mètres de long célébrant le XXe siècle pour les célébrations du millénaire, au Millennium Dome de Londres.
- 2000 - Présentation de Spaceman, gigantesque sculpture en cintres de près de 2,50 m de haut dans le cadre de la manifestation L’Homme qui Marche dans les Jardins du Palais Royal puis dans l’exposition Den Haag Sculptuur. Seconde exposition entièrement dévouée à ses sculptures à la Galerie Jérôme de Noirmont, Paris.
- 2002 - Docteur honoraire en Droit, Université de Dundee.

## Expositions personnelles
- The last details, Galerie Jérôme de Noirmont, Paris (1997)[4]
- Straight up, Galerie Jérôme de Noirmont, Paris (2003)[5].
- Iconography, Galerie Jérôme de Noirmont, Paris (2007)[6].
- The paper to prove it, Royal Scottish Academy of Art and Architecture, Edimbourg (2019)[7]
- Heavy metal, Pangolin London, Londres[8]